# 舜馬順熙
舜馬順熙（1185年—1248年）據《中山世鑑》和《中山世譜》中記載，是琉球國舜天王朝第二代國王，1238年至1248年在位。神號其益美。
舜馬順熙王是舜天王長子。據《中山世譜》記載，舜馬順熙王在位時期，政治開明，國家安泰。死後，由其子義本王繼位。
因舜天王朝事跡無從考證，而且初代舜天王的身世又據有神話色彩，有學者對其真實性提出質疑，懷疑舜馬順熙王其人係後世杜撰。
| 舜馬順熙王  |                                  |             |
| 前任： 舜天 | 第二代舜天王朝國王 1238年—1248年 | 繼任： 義本 |